# Liste der Biografien/Carw
Liste der Biografien |
Portal Biografien |
Personensuche
# |
A |
B |
C |
D |
E |
F |
G |
H |
I |
J |
K |
L |
M |
N |
O |
P |
Q |
R |
S |
T |
U |
V |
W |
X |
Y |
Z |
?
 
Ca |
Cb |
Cc |
Ce |
Ch |
Ci |
Cj |
Ck |
Cl |
Cm |
Cn |
Co |
Cr |
Cs |
Ct |
Cu |
Cv |
Cw |
Cy |
Cz
 
Caa–Cag |
Cah |
Cai |
Caj |
Cak |
Cal |
Cam |
Can |
Cao–Cap |
Caq |
Car |
Cas |
Cat–Caz
 
Cara |
Carb |
Carc |
Card |
Care |
Carf |
Carg |
Carh |
Cari |
Carj |
Cark |
Carl |
Carm |
Carn |
Caro |
Carp |
Carq |
Carr |
Cars |
Cart |
Caru |
Carv |
Carw |
Cary |
Carz
Die Liste der Biografien führt alle Personen auf, die in der deutschsprachigen Wikipedia einen Artikel haben. Dieses ist eine Teilliste mit 5 Einträgen von Personen, deren Namen mit den Buchstaben „Carw“ beginnt.

## Carw

### Carwa
- Carwardine, Mark (* 1959), britischer Zoologe und Tierfotograf

### Carwi
- Carwin, Heinz (1920–2004), österreichischer Schriftsteller
- Carwin, Sarah (1863–1933), englisch-britische Suffragette, Feministin und Krankenschwester
- Carwin, Shane (* 1975), US-amerikanischer Mixed-Martial-Arts-KämpferShane Carwin (* 1975)

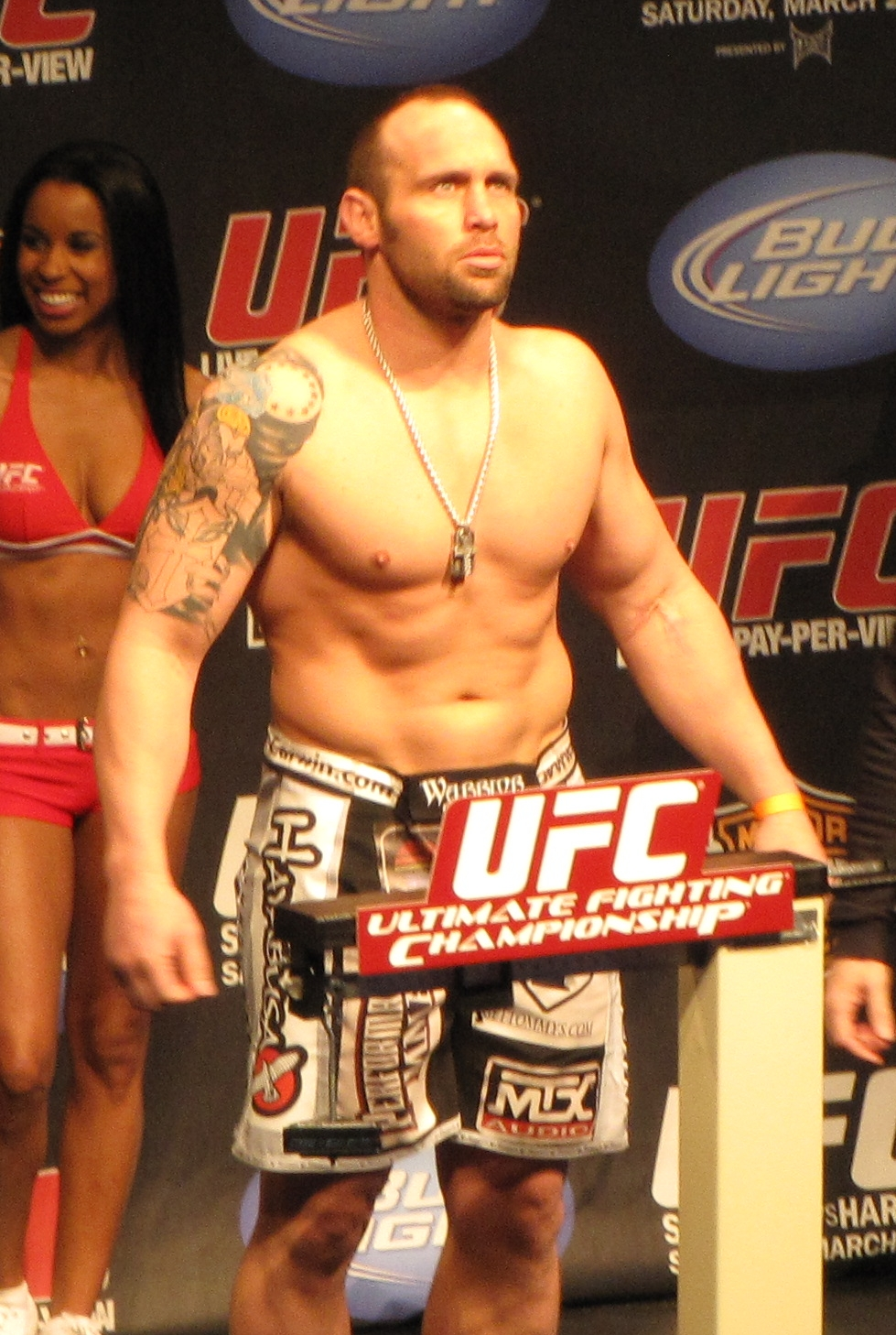
Shane Carwin (* 1975)

- Carwithen, Doreen (1922–2003), englische Komponistin